# Maxym Aharushev
Maxym Aharushev (en ucraniano: Максим Агарушев; 27 de enero de 2000) es un deportista ucraniano que compite en pentatlón moderno.
Ganó una medalla de plata en el Campeonato Mundial de Pentatlón Moderno de 2024 y una medalla de bronce en el Campeonato Europeo de Pentatlón Moderno de 2022.

## Medallero internacional
| Campeonato Mundial | Campeonato Mundial       | Campeonato Mundial | Campeonato Mundial |
| Año                | Lugar                    | Medalla            | Competición        |
| ------------------ | ------------------------ | ------------------ | ------------------ |
| 2024               | Zhengzhou (China)        | Medalla de plata   | Relevo             |
| Campeonato Europeo |                          |                    |                    |
| Año                | Lugar                    | Medalla            | Competición        |
| 2022               | Székesfehérvár (Hungría) | Medalla de bronce  | Individual         |